# Werner Hagemann
Richard Werner Hagemann (* 4. Juni 1881 in Dresden; † 1960) war ein deutscher Ministerialbeamter.

## Werdegang
Hagemann wurde kurz vor seinem Zwillingsbruder Hermann Ernst Hagemann am 4. Juni 1881 in Dresden geboren. Seine Eltern waren der Jurist Otto Anton Richard Hagemann und Hermine Helene, geb. Simon.
Nach der Reifeprüfung am Gymnasium in Bautzen studierte er an den Universitäten in Lausanne, Heidelberg und Leipzig. 1902 wurde er Mitglied des Corps Vandalia Heidelberg. 1911 trat er als Regierungsassessor und Hilfsarbeiter im Reichsamt des Innern in den Staatsdienst. Von 1918 an war er Geheimer Regierungsrat und Vortragender Rat im Reichswirtschaftsamt bzw. im Reichswirtschaftsministerium und wurde 1935 daselbst zum Ministerialdirigenten ernannt. 1936 wurde er in den Ruhestand versetzt und fand stattdessen als Leiter der Reichsstelle für Seide, Kunstseide und Zellwolle Verwendung.
Nach Ende des Zweiten Weltkriegs war er von 1946 bis 1948 beim Verwaltungsamt für Wirtschaft in Minden in der Verwaltung für Wirtschaft des Vereinigten Wirtschaftsgebiets und anschließend verschiedentlich als Sachverständiger für die Verwaltung für Wirtschaft und nach 1949 für das Bundesministerium für Wirtschaft tätig.

## Ehrungen
- 1952: Großes Verdienstkreuz der Bundesrepublik Deutschland

## Werke
- 1928: Textilwirtschaft
- 1949: Zollhandbuch für die gesamte Textilwirtschaft
- 1952: Das neue Zollhandbuch für die gesamte Textilwirtschaft